# Médaille pour les services dans le domaine de la coopération militaire
Médaille pour les services dans le domaine de la coopération militaire est une distinction honorifique de la République d'Azerbaïdjan.

## Histoire
Le prix a été créé le 17 mai 2002.

## Attribution
La médaille pour les services dans le domaine de la coopération militaire est décernée aux militaires de la République d'Azerbaïdjan et des États étrangers et à d'autres personnes pour leurs mérites dans le renforcement de la coopération militaire avec les forces armées azerbaïdjanaises.

## Description
La médaille pour les services dans le domaine de la coopération militaire se compose d'une plaque étroite avec un ornement national et d'une autre plaque dorée, ronde, en bronze d'un diamètre de 35 mm.